# 有賀一善
有賀 一善（ありが いちぜん、1987年 - ）は、日本のライトノベル作家である。

## 概要
東京都在住。サラリーマンとの兼業作家を名乗っている。2012年の第5回GA文庫大賞では夜塚若紫名義で投稿した作品「安心と信頼の全裸率-18％」で優秀賞を受賞し、後にペンネームを「有賀一善」に、作品名を『装甲少女はお好きですか? そうです! フォルムとか最高です!』に変更して、同作でデビューした。尚、インタビューでは『モンスターハンター4』のプレイ時間は週60時間だと語っている。

## 作品一覧
- 『装甲少女はお好きですか?』（イラスト: あにぃ、GA文庫〈SBクリエイティブ〉）、全3巻
  1. 「そうです! フォルムとか最高です!」、2013年5月15日[5]、ISBN 978-4-7973-7361-5
  2. 「VS.ローラディウスの兄妹」、2013年9月14日[6]、ISBN 978-4-7973-7423-0
  3. 「最果てのエインフィリア」、2014年2月15日[7]、ISBN 978-4-7973-7664-7